# Santa Claus Lane
Santa Claus Lane är ett julalbum med Hilary Duff. Albumet är Duffs debutalbum.

## Låtlista
1. What Christmas Should Be (2003 re-release bonuslåt) (Charlie Midnight, Matthew Gerrard) - 3:11
2. Santa Claus Lane (Gerrard, Midnight, B. Benenate, Jay Landers) - 2:43
3. Santa Claus Is Coming To Town (John Frederick Coots, Haven Gillespie) - 3:36
4. I Heard Santa On The Radio med Christina Milian (Midnight, Chris Hamm) - 4:02
5. Jingle Bell Rock (Joe C. Beal, Jim R. Boothe) - 2:48
6. When The Snow Comes Down In Tinseltown (Midnight) - 3:18
7. Sleigh Ride (Leroy Anderson, Mitchell Parish) - 3:04
8. Tell Me A Story med Lil' Romeo (Midnight, Chico Bennett, Landers, Master P, Lil' Romeo) - 3:41
9. Last Christmas (George Michael) - 4:11
10. Same Old Christmas med Haylie Duff (Midnight, M. Swersky) - 3:18
11. Wonderful Christmastime (Paul McCartney) - 2:55